# Hellefjorden (Kragerø)
 For alternative betydninger, se Hellefjorden. (Se også artikler, som begynder med Hellefjorden)
Hellefjorden er en fjord i Kragerø kommune i Vestfold og Telemark  fylke i Norge. Den ligger nord for halvøen Langtangen og bye Kragerø. Fjorden er fire kilometer lang og går fra nordøst til sydvest ind til Årøsvingen. Landsbyen Nordbø (Helle) ligger på nordsiden af fjorden.